# 小塔科伊河
小塔科伊河（羅馬化：Reka Malyy Takoy）是萨哈林州多林斯克区的河流，长32公里，流域面积134平方公里，在距河口19公里处注入大塔科伊河。

## 引用
1. ↑  М·Г·瓦西科夫斯基. . 列宁格勒: 气象出版社. 1973 （俄语）.
2. ↑  . 国家水登记处.   [2024-08-29]. （原始内容存档于2024-08-29） （俄语）.